# Hans Hellmut Kirst
Hans Hellmut Kirst (ur. 5 grudnia 1914 w Ostródzie (wówczas Osterode, Prusy Wschodnie), zm. 23 lutego 1989 w Bremie) – pisarz niemiecki, autor ponad 50 książek i krytyk filmowy.

## Młodość
Był synem funkcjonariusza policji w Prusach Wschodnich. Ze względu na wykonywany przez ojca zawód często zmieniał miejsce zamieszkania i uczęszczał do różnych szkół podstawowych (Volksschule) w powiecie ostródzkim. W rodzinnym mieście ukończył Kaiser-Wilhelm-Gymnasium, a następnie tamtejszą Wyższą Szkołę Handlową (Höhere Handelsschule).
W 1932 podjął pracę w biurze rachunkowym dóbr rycerskich Mühlen (Mielno).

## Kariera wojskowa
Za radą ojca wstąpił 1 kwietnia 1933 do Reichswehry i został żołnierzem zawodowym. Swoją karierę wojskową rozpoczął w 1 Pruskim Pułku Artylerii Przeciwlotniczej (1. Preußische Flakartillerie-Regiment) stacjonującym w Królewcu (obecnie Rosja). Wcześniej związał się z młodzieżową organizacją Hitlerjugend, dla której w okolicach Morąga i Gietrzwałdu organizował obozy.
We wrześniu 1939 wziął udział w kampanii wrześniowej, a następnie w bitwie o Francję. Kolejnym teatrem wojennym, w którym uczestniczył Kirst, była kampania prowadzona przez Wehrmacht w ZSRR.
W latach 1943–1945 był oficerem nadzorującym i nauczycielem historii wojny w Szkole Lotnictwa Wojennego w Schongau (Bawaria). Jako adiutant dodatkowo przez kilka tygodni pełnił funkcję oficera prowadzącego.
Krótko przed końcem wojny piastował stanowisko szefa baterii sztabowej w Szkole Wojennej. W szkole tej służył Franz Josef Strauß, późniejszy premier Bawarii, który miał duży wpływ na powojenne życie Kirsta.

### Przebieg kariery wojskowej
- 1935 – kapral
- 1937 – sierżant
- 1938 – szef kompanii
- 1943 – podporucznik
- 1944 – porucznik

## Czasy powojenne
Po kapitulacji III Rzeszy został zatrzymany w areszcie śledczym amerykańskiego obozu internowania w Garmisch-Partenkirchen, kiedy Franz Josef Strauß doniósł Amerykanom o tym, że Kirst jest nazistą. Doniesienie to było bezpodstawne; stało się przyczyną długoletniego sporu listownego pomiędzy Kirstem i Straußem. Dziewięć miesięcy później został zwolniony z aresztu jako „politycznie nieobciążony”. Po internowaniu Kirst imał się różnych okazjonalnych zajęć. W tym czasie powstały też pierwsze literackie notatki. Między innymi szkic powieści, który posłużył później za podstawę do trylogii 08/15. Jego inspiracją był niemiecki pisarz Erich Maria Remarque.
Kirst musiał jeszcze potwierdzić brak nazistowskich przekonań przed Izbą Orzekającą o denazyfikacji. Przewodniczącym Izby był wspomniany wcześniej Franz Josef Strauß, który wydał Kirstowi dwuletni zakaz publikacji.
W roku 1947 Kirst przeniósł się do Monachium, gdzie objął posadę krytyka filmowego w dzienniku „Münchner Mittag” (dzisiejszy „Münchner Merkur”).
Doświadczony przeżyciami wojennymi Kirst był przeciwnikiem każdej formy zbrojeń. Gdy więc zaczęto rozmowy o powołaniu Federalnych Sił Zbrojnych (Bundeswehra) ostro skrytykował ten pomysł. Postawa ta była przyczyną kolejnego sporu z Franzem Josefem Straußem, który w tym czasie był ministrem obrony RFN.
Stając się w latach 60. niezależnym finansowo, zaczął pomagać potrzebującym. Tantiemy uzyskane ze sprzedaży swoich książek przekazywał między innymi organizacjom socjalnym w Izraelu. Wspomagał również sieroty wojenne w Polsce oraz studentów w Norwegii.
14 grudnia 1961 roku poślubił aktorkę Ruth Müller (1932–2012). Wraz z żoną i córką Beatrice zamieszkał w Feldafing nad jeziorem Starnberger See.
W 1969 roku rozpoczął współpracę z drugim programem niemieckiej telewizji (ZDF). Jako doświadczony krytyk filmowy prowadził program „Poradnik kinomana” (niem. Ratschlag für Kinogänger).
W latach 1970–1971 podjął studia w Federalnym Urzędzie Kryminalnym w Wiesbaden (Bundeskriminalamt in Wiesbaden). Pobyt w Wiesbaden zaowocował późniejszymi książkami, których tłem była kryminalistyka.
W 1987 roku Kirst przeprowadził się wraz z rodziną do Werdum (Wschodnia Fryzja – niem. Ostfriesland), gdzie mieszkał do śmierci. Tam też został pochowany, gdy 23 lutego 1989 zmarł na raka w szpitalu w Bremie.

## Twórczość
Hans Hellmut Kirst w ciągu 39 lat napisał 59 książek (ostatnia została wydana po jego śmierci). Pierwszą wydaną przez niego książką była powieść Nazywaliśmy go Galgenstrick (Wir nannten ihn Galgenstrick), którą przetłumaczono na siedem języków. Prawdziwą sławę i uznanie na świecie przyniósł mu jednak wydany w 1954 pierwszy tom trylogii 08/15. Dzięki niej Kirst awansował do miana najbardziej poczytnego autora powojennych Niemiec.
Większość napisanych przez niego powieści dotyczy czasów III Rzeszy, a szczególnie okresu II wojny światowej. Utwory przesycone są świadomością moralnego upadku narodu niemieckiego. Autor przedstawił w nich w krzywym zwierciadle megalomanię ideologów III Rzeszy.
Jego drugi międzynarodowy bestseller ukazał się w 1960. Była to Fabryka oficerów, książka, która jeszcze w tym samym roku doczekała się adaptacji filmowej. Za swoje osiągnięcia literackie otrzymał między innymi amerykańską nagrodę im. Edgara Allana Poego. Został również jako pierwszy Niemiec członkiem The Authors Guild – największej w Stanach Zjednoczonych organizacji zrzeszającej czynnych autorów, działającej na rzecz ochrony ich praw i wolności słowa.
Po studiach w Federalnym Urzędzie Kryminalnym w Wiesbaden napisał wiele opowiadań i powieści kryminalnych. Między innymi: Niezwykłe wesele w Bärenwalde (Die merkwürdige Hochzeit in Bärenwalde) i Przedziwni ludzie z Maulen (Die merkwürdigen Menschen von Maulen).
Autor często nawiązuje w swojej twórczości do czasów młodości spędzonych w Heimat – małej Ojczyźnie w Prusach Wschodnich. Okres życia młodego pisarza w Mühlen (Mielno) został uwieczniony w powieściach: Bóg śpi na Mazurach (Gott schläft in Masuren) oraz Przedziwni ludzie z Maulen (Die merkwürdigen Menschen von Maulen).
Mimo międzynarodowych sukcesów i wielu nagród jego książki były przez niemieckich krytyków literackich zaliczane do literatury popularnej.

## Publikacje
| tytuł oryginału                                                                  | wydawnictwo i rok wydania                                     | tytuł polski                                                   | tłumacz                                    | wydawnictwo i rok wydania   |
| -------------------------------------------------------------------------------- | ------------------------------------------------------------- | -------------------------------------------------------------- | ------------------------------------------ | --------------------------- |
| Wir nannten ihn Galgenstrick                                                     | Desch Verlag 1950                                             | Nazywaliśmy go Galgenstrick                                    | F.M.Julkowski                              | Interart 1993               |
| Sagten Sie Gerechtigkeit, Captain?                                               | Desch Verlag 1952                                             | Pan mówi sprawiedliwość, kapitanie?                            | Robert Stiller                             | Interart 1995               |
| Aufruhr in einer kleinen Stadt                                                   | Desch Verlag 1953                                             | Skandal w miasteczku                                           | Barbara Tarnas                             | Interart 1994               |
| 08/15. Die abenteuerliche Revolte des Gefr. Asch                                 | Desch Verlag 1954                                             | 08/15 w koszarach                                              | Jacek Frühling                             | Libros 2000                 |
| 08/15. Die seltsamen Kriegserlebnisse des Soldaten Asch                          | Desch Verlag 1954                                             | 08/15 na wojnie                                                | Jacek Frühling                             | Libros 2000                 |
| 08/15. Der gefährliche Endsieg des Soldaten Asch                                 | Desch Verlag 1955                                             | 08/15 walczy do końca                                          | Jacek Frühling                             | Libros 2000                 |
| Die letzte Karte spielt der Tod                                                  | Desch Verlag 1955                                             | Ostatnią kartą gra śmierć                                      | Stanisław Marciniak                        | Interart 1993               |
| Gott schläft in Masuren                                                          | Desch Verlag 1956                                             | Pan Bóg śpi na Mazurach                                        | Tadeusz Ostojski                           | Wydawnictwo Pojezierze 1991 |
| Mit diesen meinen Händen                                                         | Desch Verlag 1957                                             | Życie toczy się dalej                                          | Jan Koprowski                              | Interart 1994               |
| Keiner kommt davon                                                               | Desch Verlag 1957                                             | Nikt nie ujdzie cało                                           | Barbara Tarnas (t. I), Jan Kuźbiał (t. II) | Interart 1996               |
| Kultura 5 und der rote Morgen                                                    | Desch Verlag 1958                                             | Kultura 5 i czerwony poranek                                   | Barbara Tarnas                             | Interart 1994               |
| Glück läßt sich nicht kaufen                                                     | Desch Verlag 1959                                             | Szczęścia nie można kupić                                      | Stanisław Marciniak                        | Interart 1994               |
| Fabrik der Offiziere                                                             | Desch Verlag 1960                                             | Fabryka oficerów                                               | Edda Werfel                                | Libros 2001                 |
| Kameraden                                                                        | Desch Verlag 1961                                             | Kamraci                                                        | Jacek Frühling                             | Interart 1993               |
| Die Nacht der Generale                                                           | Desch Verlag 1962                                             | Noc generałów                                                  | Karol Czejarek                             | Libros 2001                 |
| 08/15 heute                                                                      | Desch Verlag 1963                                             | 08/15 dzisiaj                                                  | Karol Czejarek                             | Libros 2000                 |
| Bilanz der Traumfabrik                                                           | Bruckmann 1963                                                | Bilans fabryki snów                                            |                                            | Interart 1991               |
| Aufstand der Soldaten – Roman des 20 Juli 1944                                   | Desch Verlag, Neuer Kaiser Verlag 1965                        | Bunt żołnierzy. Powieść o 20 lipca 1944                        | Barbara Tarnas                             | Interart 1995               |
| Letzte Station Camp 7 (nowa redakcja: Sagten Sie Gerechtigkeit, Captain? z 1955) | Desch Verlag 1966                                             |                                                                |                                            |                             |
| Die Wölfe                                                                        | Desch Verlag, Büchergilde Gutenberg, Bastei-Verlag Lübbe 1967 | Wilki                                                          | Barbara Tarnas                             | Libros 2001                 |
| Deutschland deine Ostpreußen                                                     | Hoffmann & Campe 1968                                         | Moje Prusy Wschodnie. Książka bardzo stronnicza                | Barbara Przybyłowska                       | Interart 1995               |
| Kein Vaterland                                                                   | Desch verlag 1968                                             | Bez ojczyzny                                                   | Przemysław Wolski                          | Interart 1994               |
| Soldaten, Offiziere, Generale                                                    | Buchgemeinschaft Donauland 1969                               |                                                                |                                            |                             |
| Faustrecht                                                                       | Desch Verlag 1969                                             | Prawo Fausta                                                   | Bożena Kłos-Michałowska                    | Interart 1995               |
| Heinz Rühmann (Biographie)                                                       | Kindler Verlag 1969                                           | Heinz Rühmann                                                  | Barbara Tarnas                             | Interart 1997               |
| Held im Turm                                                                     | Desch Verlag 1970                                             | Bohater w wieży                                                | Barbara Tarnas                             | Interart 1994               |
| Udo – Das Udo Jürgens Songbuch (teksty piosenek)                                 | Juncker 1970                                                  |                                                                |                                            |                             |
| Kriminalistik (BLV-Jagdpraxis) Band 5                                            | BLV Buchverlag 1971                                           |                                                                |                                            |                             |
| Verdammt zum Erfolg                                                              | Desch Verlag 1971                                             | Skazani na sukces                                              | Brygida Jodkowska                          | Interart 1994               |
| Verurteilt zur Wahrheit                                                          | Desch Verlag 1972                                             | Skazani za prawdę                                              | Barbara Tarnas                             | Interart 1995               |
| Gespräche mit meinem Hund Anton                                                  | Desch Verlag 1972                                             | Rozmowy z moim psem Antkiem                                    | Robert Stiller                             | Interart 1996               |
| Verfolgt vom Schicksal                                                           | Desch Verlag 1973                                             | Przeznaczenie                                                  | Stanisław Marciniak                        | Interart 1992               |
| Alles hat seinen Preis                                                           | Hoffmann & Campe 1974                                         | Wszystko ma swoją cenę                                         | Ryszard Wojnakowski                        | Interart 1996               |
| Und Petrulla lacht                                                               | Rowohlt 1974                                                  |                                                                |                                            |                             |
| Die Nächte der langen Messer                                                     | Hoffmann & Campe 1975                                         | Noc długich noży                                               | Karol Czejarek                             | Libros 2000                 |
| Generals-Affären                                                                 | C.Bertelsmann 1977                                            | Afery generałów                                                | Elżbieta Ptaszyńska-Sadowska               | Interart 1995               |
| Die Katzen von Coslano                                                           | Hoffmann & Campe 1977                                         | Koty z Coslano                                                 | Hanna Rosa                                 | Interart 1995               |
| 08/15 in der Partei                                                              | C.Bertelsmann 1978                                            | 08/15 w partii                                                 | Karol Czejarek                             | Libros 2000                 |
| Endstation Stacheldraht                                                          | C.Bertelsmann 1978                                            |                                                                |                                            |                             |
| Der unheimliche Freund                                                           | Heyne 1979                                                    | Tajemniczy przyjaciel                                          | Elżbieta Kryńska                           | Interart 1993               |
| Der Nachkriegssieger                                                             | C.Bertelsmann 1979                                            | Powojenni zwycięzcy                                            | Stanisław Marciniak                        | Interart 1993               |
| Hund mit Mann                                                                    | C.Bertelsmann 1979                                            | Pies i jego pan. Opowieść o przyjacielu                        | Karol Czejarek                             | Interart 1994               |
| Eine Falle aus Papier                                                            | Heyne 1981                                                    | Papierowa pułapka                                              | Elżbieta Krycka                            | Interart 1994               |
| Bedenkliche Begegnung                                                            | Heyne 1982                                                    | Znamienne Spotkanie                                            | Andrzej Kaniewski                          | Interart 1997               |
| Geld-Geld-Geld                                                                   | Heyne 1982                                                    | Pieniądze, pieniądze, pieniądze                                | Barbara Tarnas                             | Interart 1995               |
| Ausverkauf der Helden                                                            | C.Bertelsmann 1983                                            | Wyprzedaż bohaterów                                            | Jerzy Gutowski                             | Interart 1995               |
| Die gefährliche Wahrheit                                                         | Heyne 1984                                                    | Niebezpieczna prawda                                           | Andrzej Kaniewski                          | Interart 1996               |
| Blitzmädel                                                                       | C.Bertelsmann 1984                                            | Błyskawiczne dziewczyny                                        | Stanisław Marciniak                        | Interart 1996               |
| Die seltsamen Menschen von Maulen. Eine heitere Erzählung aus Ostpraußen         | Heyne Verlag 1984                                             | Przedziwni ludzie z Maulen. Wesołe opowieści z Prus Wschodnich | Robert Stiller                             | Interart 1996               |
| Ende 1945                                                                        | C.Bertelsmann 1985                                            | Rok 1945 – koniec                                              | Karol Czejarek                             | Interart 1993               |
| Das Schaf im Wolfspelz. Ein deutsches Leben                                      | Busse-Seewald Verlag 1985                                     | Owca w wilczej skórze                                          | Sława Lisiecka                             | Interart 1996               |
| Die merkwürdige Hochzeit in Bärenwalde. Eine heitere erzählung aus Ostpreußen    | Leda Verlag, Heyne Verlag, Madsack 1986                       | Niezwykłe wesele w Bärenwalde                                  | Robert Stiller                             | Interart 1995               |
| Ein manipulierter Mord                                                           | Heyne Verlag 1987                                             | Morderstwo manipulowane                                        | Tadeusz Ostojski                           | Interart 1996               |
| Der unheimliche Mann Gottes. Eine heitere erzählung aus Ostpreußen               | Niemeyer C.W. Buchverlage, Leda Verlag, Heyne Verlag 1987     | Niesamowity Sługa Boży. Pogodna opowieść z Prus Wschodnich     | Jan Koprowski                              | Interart 1994               |
| Die Stunde der Totengräber                                                       | Leda Verlag, Goldmann Wilhelm GmbH 1988                       | Godzina grabarzy                                               |                                            | Interart 1993               |
| Menetekel ’39                                                                    | Blanvalet 1989                                                | Mene, tekel ’39 (Wojna z Polską)                               | Karol Czejarek                             | Interart 1993               |
| Vergebliche Warnung. Der Polenfeldzug                                            | 1989                                                          |                                                                |                                            |                             |
| Die Ermordung des Rittmeisters                                                   | Blanvalet 1992                                                | Śmierć rotmistrza                                              | Hanna Rosa                                 | Interart 1996               |

## Sztuki teatralne
- Auch dem Gesindel spielen Flöten, 1947
- Galgenstrick, 1948
- Aufstand der Offiziere, 1966

## Adaptacje filmowe
- 1954 08/15 w koszarach (część 1), reżyseria Paul May w rolach głównych Joachim Fuchsberger, Paul Bösiger, Emmerich Schrenk, Hans Christian Blech, Helen Vita, Mario Adorf
- 1955 08/15 na wojnie (część 2), reżyseria Paul May w rolach głównych Joachim Fuchsberger, O.E. Hasse, Ellen Schwiers
- 1955 08/15 w ojczyźnie (część 3), reżyseria Paul May w rolach głównych Joachim Fuchsberger, Gustav Knuth
- 1958 Blitzmädel an die Front, reżyseria Werner Klingler, scenariusz: Hans Hellmut Kirst, w rolach głównych Eva-Ingeborg Scholz, Bert Fortell, Klausjürgen Wussow, Horst Frank, Antje Geerk
- 1960 Fabrik der Offiziere, reżyseria Frank Wisbar, w rolach głównych Carl Lange, Helmut Griem, Karl John, Erik Schumann
- 1966 Noc generałów (GB/F, The night of the generals), reżyseria Anatole Litvak, w rolach głównych Peter O’Toole, Omar Sharif, Donald Pleasence
- 1989 Fabrik der Offiziere (BRD/CSSR), reżyseria Wolf Vollmar, w rolach głównych Manfred Zapatka, Karl-Walter Diess, Thomas Holtzmann, Sigmar Solbach.

## Nagrody
- Złota Palma na Międzynarodowym Festiwalu Humoru, Bordighera 1964
- Nagroda im. Edgara Allana Poego, 1965
- Członkostwo w The Authors Guild, 1966
- Członkostwo w Niemieckim Centrum PEN 1966–1978
- Tytuł Knight of Mark Twain za książkę Wilki, 1968
- Członkostwo w PEN Club Lichtenstein, 1979
- Literacka nagroda im. Sigiego Sommera, 1986

## Fundacje
- W 1958 wszystkie wpływy z norweskiego wydania Nikt nie ujdzie cało przeznaczył na stypendia dla norweskich studentów, aby mogli dalej pracować w duchu Alberta Schweitzera
- Od 1960 przekazywał tantiemy z książek do dyspozycji organizacji socjalnych Izraela i Polski, gdzie przeznaczone zostały na pomoc sierotom wojennym
- W 1967 z okazji 100-urodzin niemieckiego pisarza Ludwiga Thomy ufundował „medal za szczególne obywatelskie zasługi”
- Wpływy z Rozmów z psem Antkiem, Kotów z Caslano i Psa i jego pana przekazał na schroniska dla zwierząt.